# Sidney Hobart-Hampden-Mercer-Henderson (7e comte de Buckinghamshire)
Pour les articles homonymes, voir Hobart (homonymie), Hampden (homonymie), Mercer et Henderson.
Sidney Carr Hobart-Hampden-Mercer-Henderson, 7e comte de Buckinghamshire (14 mars 1860 - 15 janvier 1930), appelé Lord Hobart de 1875 à 1885, est un homme politique libéral britannique.

## Biographie
Il est le deuxième mais seul fils survivant de Frederick John Hobart-Hampden, Lord Hobart, deuxième fils du révérend Augustus Edward Hobart-Hampden, 6e comte de Buckinghamshire. Sa mère est Catherine, fille du très révérend Thomas Carr, évêque de Bombay. Son père est décédé en 1875 et en 1885, il succède à son grand-père comme comte. Il siège sur les bancs libéraux de la Chambre des lords et sert brièvement de Lord-in-waiting (whip du gouvernement à la Chambre des lords) de janvier à juin 1895 dans l'administration libérale de Lord Rosebery. Il est également colonel honoraire du 4e bataillon de l'Oxfordshire et du Buckinghamshire Light Infantry et sous-lieutenant du Buckinghamshire. En 1919, il est nommé chevalier de l'Ordre de l'Empire britannique.

### Famille
Il épouse Georgiana Wilhelmina, fille de l'hon. Hew Adam Dalrymple Hamilton Haldane-Duncan-Mercer-Henderson et Edith Isabella Mercer-Henderson, en 1888. Ils ont un fils et deux filles; sa fille Sidney Farrar émigre au Kenya et est devenue la première femme élue au Conseil législatif du Kenya . En 1903, prend les noms de famille supplémentaires de Mercer-Henderson pour lui-même et sa famille.Il est décédé en janvier 1930, à l'âge de 69 ans, et son fils unique, John Mercer-Henderson (8e comte de Buckinghamshire) (en), lui succède. Lady Buckinghamshire est décédée en mars 1937, à l'âge de 69 ans.